# Essomericq
Essomericq, aussi appelé Essemeric, né vers 1490 dans la région de Guanabara et mort en 1583 à Honfleur en France, est un autochtone tupi célèbre pour avoir été ramené en France par le capitaine Binot Paulmier de Gonneville, durant une expédition maritime en 1505. Au XIXe siècle, Ramiz Galvão suggère que son nom de naissance en tupi-guarani est Iça-miri, « petit chef ». Il prend celui de Binot Paulmier et les armes de la famille après avoir été baptisé et adopté par le capitaine de Gonneville, qui n'a jamais réussi à monter une expédition pour retourner au Brésil.
Essomercicq permet de continuer la lignée de la famille Paulmier. L'abbé Jean Paulmier de Courtonne, son arrière-petit-fils, raconte son histoire dans les Mémoires touchant l'établissement d'une mission chrestienne dans le Troisième Monde, parus en 1663.

## Biographie

### Arrivée et installation en France

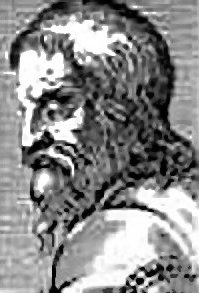
Le capitaine de Gonneville. (XVIIe siècle.)

En 1505, le capitaine de Gonneville et son équipage débarquent de L'Espoir, après avoir quitté Honfleur en 1503. Ils rencontrent Arosca, alors âgé d'environ soixante ans, cacique dans l'actuelle région de l’État de Sainte-Catherine. Arosca a huit fils : le plus âgé a trente ans et le plus jeune, qui est Essomericq, a une quinzaine d'années. Ce dernier part en Europe à la demande de son père, qui le confie à Gonneville pour vingt lunes, c'est-à-dire deux ans.
Essomericq tombe malade durant le retour, qui coûte aussi la vie à son compatriote Namoa et plusieurs autres hommes d'équipage. En juillet 1505, des corsaires anglais prennent le navire français, qui est complètement dépouillé. Après une certaine période, l'équipage peut retourner en Normandie. Le jeune « Indien » demande à être baptisé et il prend le prénom de Binot, d'après celui de son parrain.
Malgré ses efforts, Gonneville ne réussit pas à convaincre ses associés pour une seconde expédition au Brésil. En 1521, le capitaine l'adopte et en fait son héritier universel. Essomericq, dit Binot  Paulmier, meurt en 1583 à environ 95 ans.

### Mariages et postérité
Après 1521, Essomericq/Binot se marie d'abord avec une parente de Gonneville, avec laquelle il a quatorze enfants. Les plus anciennes sources affirment que le capitaine de Gonneville meurt sans enfants, mais des sources postérieures la nomment Suzanne ou Marie, et l'identifient comme nièce ou fille de Gonneville. M. Boissais affirme que la parente  du capitaine (sans plus de précisions) s'appelle Marie Moulin.
Après la mort de sa première épouse, il se remarie avec une jeune femme de Honfleur, dont il a sept filles. Son fils, Binot II Paulmier, est le seul à lui donner une descendance par Jeanne de Robillard. Leur fils aîné est Jean-Baptiste Paulmier, époux de Marquise d'Andréa (fille de Dominique d'Andréa, écuyer de Marseille) et président des Trésoriers de France en Provence. Leur fille Simone épouse un dénommé Le Doux, sieur de La Rozière. Leur fils cadet Olivier épouse Marie Collet de Boves, descendante des Capétiens. Ils sont sieurs de Courtonne et du Pommeret.
Olivier et Marie Paulmier ont cinq enfants, dont l'aîné est l'abbé Jean Paulmier de Courtonne, né en 1632. Auteur des Mémoires touchant l'établissement d'une mission chrestienne dans le Troisième Monde, parus en 1663, c'est par cet ouvrage que la mission du capitaine de Gonneville et la venue d'Essomeric en France sont principalement connues.

## L'affaire du droit d'aubaine
En 1658, Marie Collet de Boves, veuve d'Olivier Paulmier, est enjointe de payer le droit d'aubaine, impôt qu'un seigneur (en l’occurrence le roi Louis XIV) percevait d'un étranger installé sur ses terres. Avec sa belle-sœur Simone Paulmier (alors veuve) et sa nièce Charlotte Paulmier, épouse du marquis de La Barben, Marie Collet fait valoir qu'Essomericq/Binot Paulmier était un « prince », arrivé et maintenu en France à son insu.
L'abbé Paulmier de Courtonne dit à sa mère Marie Collet de demander la copie du récit de la venue d'Essomericq/Binot, mais l'amirauté de Rouen refuse au motif que la déclaration appartient aux archives secrètes. Les Paulmier écrivent alors au roi, expliquant qu'Essomericq/Binot avait été ramené avec la promesse manquée de revenir au Brésil, et cet impôt était humiliant alors que la famille s'était illustrée auprès de la Couronne de France. Devant ces arguments, Louis XIV oblige l'amirauté de Rouen, qui envoie la déclaration originale précédemment détenue par Jean-Baptiste Paulmier.